# Imboscata
L'imboscata è una tattica militare. Essa è un'operazione compiuta per lo più da piccoli gruppi di armati, i quali, nascosti fra la vegetazione dei boschi o in altri luoghi o posizioni nascoste, oppure scaglionati lungo un passaggio obbligato, si dispongono ad assalire di sorpresa forze nemiche in movimento o temporaneamente ferme; divenuta una delle forme di combattimento più comuni nella guerriglia, si effettua ordinariamente in due fasi successive, la prima delle quali consiste nel fermare l'avversario mediante ostacoli imprevisti, la seconda nell'assalirlo, ad esempio alle spalle, e sbaragliarlo.

## Descrizione generale

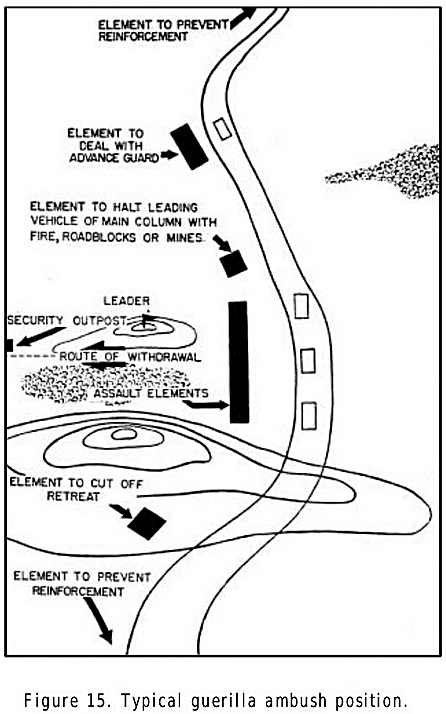
Schema di una posizione tipica per la conduzione di un’imboscata da parte di reparti guerriglieri.

L'imboscata è un metodo di attacco a sorpresa utilizzato contro obiettivi in movimento o temporaneamente fermi, come ad esempio treni, convogli di camion, singoli veicoli e truppe appiedate. In un'imboscata, il nemico stabilisce il momento e l'attaccante il luogo. Lo scopo di un'imboscata può essere:
1. Distruggere o catturare personale e rifornimenti nemici
2. Molestare e demoralizzare il nemico
3. Ritardare o bloccare il movimento di personale e rifornimenti nemici
4. Canalizzare i movimenti nemici rendendo alcuni percorsi inutilizzabili per il traffico militare (il risultato è solitamente la concentrazione della maggior parte dei movimenti nemici sulle strade e ferrovie principali, dove i bersagli sono più vulnerabili agli attacchi di eventuali forze armate regolari proprie o alleate presenti nel teatro operativo).

L'imboscata si basa su un'intelligence approfondita e una pianificazione dettagliata; è sviluppata con le più rigorose precauzioni di sicurezza ed è eseguita con sorpresa, astuzia e violenta determinazione.
Come la forza che deve condurre un'incursione (raid), anche la forza che deve condurre un'imboscata è organizzata in elementi d'assalto e di sicurezza. Gli elementi d'assalto conducono l'attacco principale contro l'obiettivo dell'imboscata, la qual cosa include il blocco della colonna nemica, l'uccisione o la cattura di personale, il recupero di rifornimenti ed equipaggiamenti, e la distruzione di veicoli o rifornimenti che non si vogliono o non si possono asportare. Gli elementi di sicurezza isolano il luogo dell'imboscata; utilizzando posti di blocco, altre imboscate minori e avamposti, gli elementi di sicurezza proteggono la ritirata degli elementi d'assalto.
Le imboscate notturne consentono un'ampia scelta di posizioni e offrono una buona opportunità per sorprendere e confondere il nemico. Tuttavia, il controllo durante gli spostamenti da e verso la posizione e durante l'azione è più difficile che durante il giorno. Pertanto, un'imboscata che richiede un'azione prolungata sarà raramente possibile di notte. Le imboscate notturne sono adatte solo quando la missione può essere portata a termine durante o immediatamente dopo la prima raffica di fuoco. È quindi indicato l'uso del massimo numero di armi automatiche a distanza ravvicinata. Le imboscate diurne, d'altra parte, pur offrendo una scelta di posizioni più limitata, facilitano il controllo e consentono un'azione offensiva più prolungata. Le imboscate notturne possono essere efficaci nell'ostacolare l'uso delle strade da parte del nemico di notte, mentre eventuali aerei alleati attaccano le strade di giorno. Possono anche essere utilizzate da unità che non hanno ancora acquisito sufficiente fiducia di sé per affrontare il nemico di giorno.
Esistono molte possibili formazioni o schemi tattici per la disposizione delle truppe che devono condurre un'imboscata; ogni formazione ha caratteristiche peculiari. Alcuni esempi sono: la formazione a linea, la formazione a "L", la formazione a "Z", la formazione a "T", la formazione a "V", la formazione a triangolo e la formazione a "scatola".

## Esempi storici
Essendo l’imboscata la forma di attacco più comune della guerriglia, ed essendo la guerriglia praticata sin da tempi molto remoti, non è possibile elencare compiutamente tutte le imboscate avvenute nel corso della Storia. 
A titolo puramente indicativo, si possono citare le imboscate condotte dall’IRA, durante la Guerra d'indipendenza irlandese (1919-1921), contro l’Esercito britannico e la Divisione Ausiliaria della Royal Irish Constabulary – fra esse, notevoli furono le imboscate di Kilmichael e di Crossbarry; le imboscate condotte dai Viet Cong, durante la Guerra del Vietnam (1955-1975), contro le forze armate statunitensi e del Vietnam del Sud, anche grazie a vaste reti di tunnel; e le imboscate condotte dai talebani e da altri gruppi di insorti, durante la Guerra in Afghanistan (2001-2021), contro le forze armate della coalizione guidata dagli USA, con ampio utilizzo di ordigni esplosivi improvvisati.
Imboscate furono impiegate con successo da molte altre forze guerrigliere, come quelle guidate da Mao Zedong, Tito, il generale Giap, ‘Che’ Guevara, Nelson Mandela, eccetera.